# Ester Bonet Solé
Ester Bonet Solé (Barcelona, 30 de desembre de 1950) és una filòloga i lingüista catalana. Des del 2020 ocupa el càrrec de presidenta de la Societat Catalana de Terminologia de l'Institut d'Estudis Catalans.
Llicenciada en Educació Física i Filologia Catalana, i amb un Màster en Lingüística aplicada per la Universitat de Barcelona, s'ha dedicat professionalment a la terminologia esportiva, camp en què ha desenvolupat activitats de recerca, assessorament i formació.
Inicià la seva relació amb la lexicologia i la terminologia esportiva l'any 1986, coincidint amb la designació olímpica de Barcelona. Aleshores, va participar en la redacció del Diccionari de l'esport (1989) i va coordinar la publicació dels vint-i-nou diccionaris d'esports olímpics del TERMCAT. Coneixedora de primera mà de la neologia que es produeix dia a dia en l'àmbit esportiu, ha assessorat el TERMCAT des de la seva fundació, el 1985, i ha dirigit el Servei Lingüístic de la Unió de Federacions Esportives de Catalunya (UFEC) des del 1991.
També forma part del consell de redacció des del 2009 i és coordinadora editorial de la revista Terminàlia, que publica la Societat Catalana de Terminologia, de la qual és membre i ha format part de la seva Junta Directiva, ocupant diversos càrrecs. De fet, en els seus orígens com a Associació Catalana de Terminologia (ACATERM) va ser membre fundacional. Des del seu compromís amb la llengua catalana també ha estat una de les signants del manifest del Grup Koiné a favor del català com a llengua oficial.
Bonet també és especialista en l'anàlisi del discurs a partir de la perspectiva de gènere. En aquest sentit, ha estat una de les impulsores del projecte Viquidones, a través del qual es busca reduir el biaix de gènere a la Viquipèdia, intentant corregir la subrepresentació de les dones en aquesta enciclopèdia. El març del 2016 va introduir l'article 500.000 a la Viquipèdia en català. Amb una entrada dedicada a la pintora noruega Oda Krohg, aconseguint assolir el repte que s'havien traçat els viquipedistes catalans. Entre 2017 i 2021 va ocupar diversos càrrecs a la junta directiva d'Amical Wikimedia, passant després a la de Wikimedia España, fins al 2024.